# Тарар, Мустансар Хусейн
Мустансар Хуссейн Тарар (урду مستنصر حسين تارڑ‎, родился 1 марта 1939 года, Лахор, Пакистан) — пакистанский писатель-прозаик, путешественник, журналист, телеведущий.

## Биография
Родился в 1939 году в городе Лахор. Его отец был управляющим в небольшом магазине семян "Kisan & company", который впоследствии стал большой компанией.
Получил образование в Средней школе Миссии Ранг Махал (Rang Mahal Mission High School) и Мусульманской средней школе (Muslim Model High School) в Лахоре. Далее продолжил обучение в Правительственном колледже Лахора и в Лондон. В 1958 году он присутствовал на Всемирном фестивале молодежи в Москве, о чем написал книгу под названием "Fakhta" (Голубь).
Он написал более 50 книг, включая романы и сборники коротких рассказов в его карьере. Его первая книга имела название "Nikley Teri Talaash Main (1970)", и была посвящена младшему брату Мобаширу Хуссейну Тарари. В 1971 году написал о путешествии по Европе. Этому предшествовал период, в течение которого он посетил 17 европейских странах.
Он также работал ведущим на телевизионном канале PTV (Pakistan Television английском языке)), где вел в прямом эфире утреннее шоу "Subah Bakhair" (1988) (Доброго утра). Его передачи были предназначены преимущественно для детей, и он был для них одним из самых популярных ведущих. Себя он называл "chacha jee" (дядя по отцовской линии) всех пакистанских детей и вскоре стал известен под этим названием.
Тарар активно увлекался скалолазанием. Среди его достижений - покорение горы К2 и ледника Читти Буой ("Chitti Buoi Glacier").

## Произведения
В течение своей долгой карьеры он был обозревателем газет и журналистом в пакистанских газетах, таких как газета "Dawn", ежедневная газета "Aaj", писал еженедельную колонку для журнала "Akhbar-e-Jahan".

### Книги
- Andulus Mayn Ajnabi (اندلس میں اجنبی) (Чужак в Испании)
- Bahhao (بہاؤ) (Расход воды)
- Bay Izti Kharab (بے عزتی خراب) (Обида бесчестие)
- Berfeeli Bulandiyan (برفیلی بلندیاں)
- Carvan Sarai (کارواں سرایےؑ) (Караван-сарай)
- Chikh Chuk (چک چک) (Удалить занавес)
- Chitral Daastan (چترال داستان) (Сказка о Читрал)
- Dais Huwaa Perdais (دیس ھٗوے پردیس) (Родина становится чужбиной)
- Deosai (دیوسائی)-
- Dakia aur Jolaha (ڈاکیا اور جولاھا) (Почтальон и кравец) [3]
- Gadhay Hamaray Bhai Hain (گدھے ھمارے بھایی ھیں) (Ослы - наши братья)
- Ghar-e-Hira Mien Ek Raat (Ночь в пещере Хира)
- Guzara Naheen Hota (گزارا نھی ھوتا) (Трудно обойтись)
- Gypsy (جپسی)
- Hazaron Hain Shikway (ھزاروں ھیں شکوے) (Есть тысячи жалоб)
- Hazaron Raastay (ھزاروں راستے) (Тысячи дорог)
- Хунза Dastaan (ھنزھ داستان) (Сказки про Хунзу)
- K-2 Kahani (کے ٹو کھانی) (История K2)- First published in 1994
- Kaalaash (کالاش) (Кафиристан)
- Khana Badosh (خانھ بدوش) (Цыгане)
- Moorat (مورت) (Идол)
- Moscow Ki Sufaid Raatein.ماسکو کی سفید راتیں (Белые ночи Москвы)
- Munh Wal Kabbey Shariff Dey (منھ ول کعبے شریف دے) (Лицом к Киблы)
- Nanga Parbat (نانگاپربت) (Нанга Парбат)
- Nepal Nagri (نیپال نگری) (Страна Непал)
- Niklay Teri Talash Main (نکلے تیری تلاش میں) (В поиске)- First published in 1971[6]
- Pakhairoo (پکھیرو) (Птицы)-
- Parinday (پرندے) (Птицы)
- Parwaz (پرواز) (Полет)
- Payar Ka Pehla Shehr (پیار کا پھلا شھر) (Город первой любви)
- Putli Peking Ki (پتلی پیکنگ کی) (Памятник из Пекина)
- Qilaa Jangi (قلعھ جنگی) (Укрепленная война)
- Qurbat-e-Marg Main Mohabbat (قربت مرگ میں محبت)(Любовь, когда ты близок к смерти)[3]
- Raakh (راکھ) (Зола)
- Ratti Gali
- Safar Shumal Kay (سفر شمال کے) (Путешествие на север)
- Shamshaal Baimesaal (شمشھال بیمثال) (Чрезвычайный Шамшаал)
- Shehpar (شھپر) (Крылья)
- Shuter Murgh Riasat (شتر مرغ ریاست) (Ostrich State)[3]
- Snow Lake (سنو لیک) (Снежное озеро)
- Sunehri Ullo Ka Shaher (سنھری الو کا شھر) (Город золотой совы)
- Yaak Saraey (یاک سرایے) (Яак Инн)
- Khas-o-Khashak Zamane
- Alaska Highway

### Сериалы
Он также является автором многих известных сериалов, вышедших на телеканале PTV:
- Hazaron Raastey (Тысячи дорог)[3]
- Parinda (Птица)
- Shehpar (Крылья)
- Sooraj Ke Sath Sath (Оставаясь вместе с Солнцем)
- Keilash (Кейлаш)
- Fareb (Иллюзия)